# Werner Mohr (Mediziner)

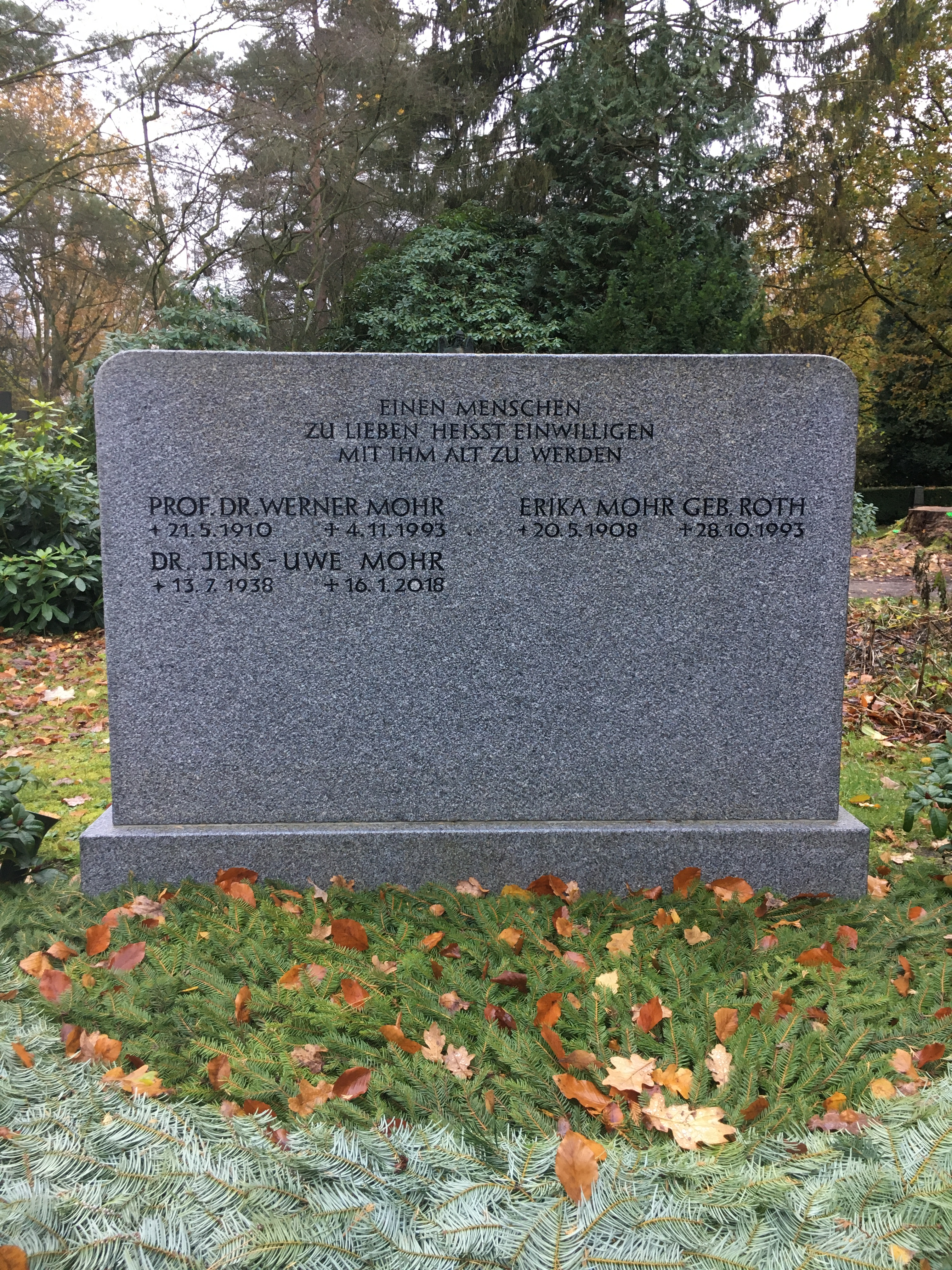
Grabstätte Werner Mohr auf dem Ohlsdorfer Friedhof

Werner Mohr (* 21. Mai 1910 in Koblenz; † 4. November 1993 in Hamburg) war ein deutscher Tropenmediziner und Hochschullehrer.

## Leben
Werner Mohr war der Sohn des Neurologen Fritz Mohr und ein Urenkel des Arztes und Dichters Justinus Kerner. Mohr studierte an den Universitäten in Heidelberg, Kiel und Würzburg und kam 1936 an das spätere Bernhard-Nocht-Institut für Tropenmedizin, wo er zunächst bis 1945 in der klinischen Abteilung tätig war. In den Jahren 1948 und 1949 wirkte Mohr am Allgemeinen Krankenhaus Heidberg, kehrte dann ans Bernhard-Nocht-Institut zurück und bekleidete seit 1950 den Posten des Chefarztes in der klinischen Abteilung. 1975 und 1976 fungierte er zudem als stellvertretender Institutsleiter.
1939 wurde Mohr in Würzburg mit der Schrift Die Herz- und Gefäßstörungen bei den verschiedenen Malariaformen unter besonderer Berücksichtigung elektrokardiographischfaßbarer Befunde habilitiert und erhielt die Lehrerlaubnis in den Bereichen „Innere Medizin“ und „Tropenkrankheiten“ an der Universität Hamburg, von 1940 bis 1945 und dann wieder 1948 als Dozent, von 1948 bis 1969 als außerplanmäßiger Professor, danach bis 1976 als Professor.
1987 war Mohr Gründungsmitglied der Deutschen Gesellschaft für Reise- und Touristikmedizin, der er einige Jahre als 1. Vorsitzender vorstand. Zu seinen Ehren wird seit 2007 die „Werner-Mohr-Medaille“ für besondere Verdienste auf dem Gebiet der Reise- und Touristikmedizin verliehen.
Werner Mohr verstarb 83-jährig und wurde auf dem Hamburger Friedhof Ohlsdorf im Planquadrat AF 31 beigesetzt.

## Auszeichnungen
- 1982: Ehrenmitglied der Schweizer Gesellschaft für Tropenmedizin und Parasitologie[4]
- 1982: Professor honorario der Medizinischen Fakultät der Universität Peru Gaetano Heredia[4]
- Ehrenmitglied der französischen Société de Pathologie exotique[5]

## Veröffentlichungen
- mit Hans-Harald Schumacher, D. W. Büttner und Fritz Weyer (Hrsg.): Lehrbuch der Tropenkrankheiten. Begründet von Ernst Georg Nauck. 4. Auflage. Thieme, Stuttgart 1975.